# Wittenoom

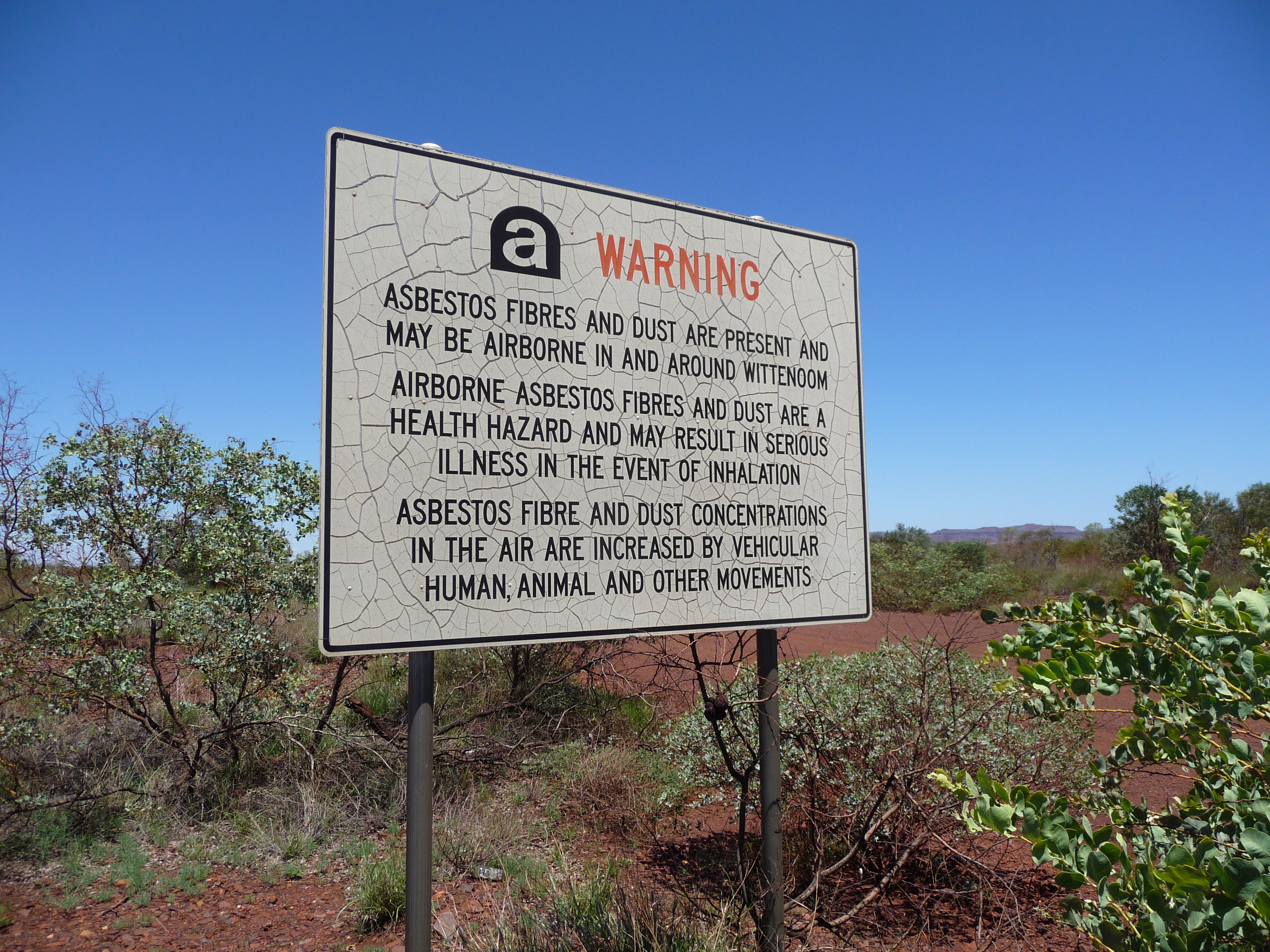
Varningskylt för asbest

Wittenoom, ort i norra delen av Western Australia, Australien, känd för sin tidigare brytning av blå asbest (krokidolit). 
Gruvan lades ned 1966. Genom ett stort antal döds- och sjukdomsfall har Wittenoom kommit att förknippas med en av de största industriskandalerna i Australiens historia. I juni 2007 tillkännagavs att orten fråntagits sin status som samhälle (townsite) och namnet har tagits bort från officiella kartor. I december 2019 var invånarantalet bara en efter att två flyttat därifrån tidigare under 2019. Vid utvärderingar har hälsorisker påvisats, för dem som bor på eller besöker platsen, på grund av kontamination av asbest. Det råder dock inte full enighet kring hur stor hälsofaran är vad gäller vistelse på platsen.